# Mohamed Ennafaa
Ne doit pas être confondu avec Mohamed Nafa.
Mohamed Ennafaa, né le 28 août 1917 à Souk El Arba et mort le 17 octobre 2007 à Tunis, est un homme politique tunisien. De 1948 à 1981, il est premier secrétaire du Parti communiste tunisien.

## Biographie
Ennafaa, fils d'une famille de paysans, étudie le grec ancien et le latin à Alger et devient enseignant, à Sfax puis au collège Alaoui à Tunis. Dès sa jeunesse, il s'engage dans le mouvement national pour l'indépendance de la Tunisie. Au cours de la Seconde Guerre mondiale, il participe à la Résistance.
En 1943, Ennafaa rejoint le Parti communiste tunisien (PCT). De 1943 à 1945, il dirige la section du parti à Sfax. En 1946, il devient membre du comité central et du politburo du comité central du PCT. En 1947, il est rédacteur en chef de son journal, Al Taliya (L'Avant-garde). Lors de la troisième conférence du PCT en 1948, Ennafaa est élu premier secrétaire en remplacement d'Ali Jrad, qui est exclu du parti.
Dans le contexte de la lutte pour l'indépendance de la Tunisie, Ennafaa est arrêté le 18 janvier 1952, ainsi que d'autres dirigeants du PCT, du Néo-Destour et des syndicats et déportés vers le sud de la Tunisie. Ennafaa est d'abord emprisonné dans la caserne française de Remada, puis dans les camps de Ben Gardane et Zaarour. À partir de la fin 1952, il entre dans la clandestinité, jusqu'en septembre 1954.
Sept ans après l'indépendance, le président Habib Bourguiba interdit le PCT en 1963. Ennafaa reste premier secrétaire pendant presque toute la période d'illégalité. Il n'est remplacé par Mohamed Harmel que lors du huitième congrès du parti, qui est encore clandestin. Le 17 juillet 1981, le PCT est à nouveau légalisé. Ennafaa continue ses activités au sein du parti et participe également à ses débats internes qui conduisent à sa transformation en mouvement Ettajdid en 1993.
Mort le 17 octobre 2007 à l'âge de 90 ans, il est enterré le lendemain au cimetière de Carthage-Byrsa en présence du président de la Chambre des députés, Fouad Mebazaa, et de responsables d'associations dont le président de la Ligue tunisienne des droits de l'homme, Mokhtar Trifi.

## Vie privée
Marié à Eugénie Foata, il est père de quatre garçons.

## Publications
- Il était une fois... un jeune révolté, Paris, Publisud, 2000, 167 p. (ISBN 978-2-86600-373-9).
- Chronique saharienne : Lettre d’un patriote déporté dans les camps colonialistes du Sud tunisien du 18 janvier 1952 au 6 février 1953, Carthage, MC-Editions, 2011, 329 p. (ISBN 978-9938-807-38-7).